# Degnepoll
Degnepoll eller Deknepollen er en landsby i Vågsøy kommune i Vestland fylke.
Navnet kommer fra degn, en ældre ord for kirketjener, og poll, en lille fjord.